# Praviteljstvo suda crnogorskog i brdskog
Praviteljstvo suda crnogorskog i brdskog je institucija sudske vlasti, također s određenim izvršnim ovlastima, oformljeno 1798.
Iste godine je i usvojeno prvih 16 članaka Zakonik opščeg crnogorskog i brdskog a 1803. njegovih još 17 članaka. 
U članku 20. Zakonika piše (originalni cit.): 
"Ni jedan narod ne može biti čestit i srećan u kojem zakonitog suda i praviteljstva nema".
Praviteljstvo je, pored vladara mitropolita, prvi stalni organ vlasti u novijoj povijesti crnogorske države.

## O Praviteljstvu
Praviteljstvo je izabrano na Crnogorskom zboru 1798. a popunjeno novim članovima 1803. godine.
Zadaća mu je bila miriti posvađana crnogorska plemena i bratstva ("umir krvnih osveta").  
Praviteljstvo je radilo na Cetinju. Njeni članovi nisu dobivali nikakovih financijskih naknada a svoj su rad smatrali kulukom, pa se i ovaj prvotni crnogorski sud ponegdje u povijesnoj literaturi spominje i kao Kuluk.
Za potrebe je Praviteljstva vladar i mitropolit Petar I. Petrović Njegoš (Sveti Petar Cetinjski) sazdidao pokraj Cetinjskoga samostana jednospratu zgradu u kojoj su sudije vijećale, a zgrada je prozvana Sionica.
Kasnije je pri Praviteljstvu oformljena Narodna kancelarija koja je vodila njene administracijske poslove.
U svojevrsnom uvodu 'Nacrta „načela“ o organizaciji vlasti u zemlji, koji je nakon zasijedanja skupštine od 19. svibnja 1798. godine, preko arhimandrita Stevana Vučetića, poslat ruskom caru, piše (na izvornom crnogorskom jeziku):
- „Mi, mitropolit, gubernator, serdari i vojvode, opunomoćeni od svega crnogorskoga i brdskoga naroda, imamo smjelost preklonivši koljena, podnijeti ovu najponizniju molbu, koja sadrži načela, na osnovu kojih bi naš narod postao sretan. Stavivši sve naše ustanove na raspoloženje Vašem Imperatorskom Veličanstvu mi želimo da naša sreća dođe do cara ruskoga i jedino preko cara ruskoga. Mi i naši nasljednici odričemo se od danas na uvijek od drugih namjera, protivnih ovome, i ko bi ovo narušio biće izdajnik otečestva i biće proklet. Sva naša nada i potpora u rukama je Vašeg Veličanstva, od koga mi ponizno tražimo pomoć ne samo u ustanovljenju Praviteljstva crnogorskog i određivanju izvjesne sume na izdržavanje, nego i to, da se ovome Praviteljstvu dade izvršna vlast“.

U tom dokumentu se, inače, predviđa:
- da narodna skupština ima vrhovnu vlast, koja se sastoji u izdavanju novih zakona, u biranju stalnh glavara narodnih kao što su mitropolit, guvernadur, serdari i vojvode, koji se ipak moraju pokoravati Praviteljstvu i biće u toj vlasti od njega zavisni, a prema dužnosti, koju svaki od njih ima;
- da narod prima gramate od Imperatora u prisustvu Praviteljstva, a preko mitropolita i gubernatora;
- da Praviteljstvo ima vrhovnu vlast nad krivičnim i građanskim sudom i predlaže sudije na osnovu postojećih zakona i koji se predlažu na potvrđenje Imperatoru;
- da Praviteljstvo, „u saglasnosti sa pokroviteljem zaključuje mir, isto tako popunjuje svoje privremene članove, koji moraju biti iz reda glavara“;
- da je Crna Gora pod pokroviteljstvom Imperatora ruskog i da svaki i svi imaju dužno poštovanje zakona, a da bi se utvrdila narodna vlast i Praviteljstvo, najponiznije moli Visokog pokrovitelja da pošalje na izvjesno vrijeme u Crnu Goru svoju vojsku, koja bi u slučaju potrebe i nepredviđene nesreće mogla dati mogućnost opstanka narodu i Praviteljstvu protiv svih onih, koji bi pokušavali da naruše zakone i mir narodni.

## Sastav Praviteljstva
Najutjecajnijim je članom Praviteljstva bio svakako vladika Petar I. a ostali su članovi bili iz njaviših slojeva crnogorskog društva, općenito nazivani glavari - serdari, vojvode, plemenski knezovi, protoprezviteri, itd.
Najutjecajniji su članovi Praviteljstva bili: serdar Mihailo Bošković, Rade Bogdanović, Stanko Petrović, Nikola Kaluđerović, vojvoda Mićo Vukotić, arhimandrit Josif Pavićević, itd.
U početku svoga rada Praviteljstvo suda crnogorskog i brdskog imalo je 50 članova nazvanih činonačelnikov.
Na bazi spiska članova Praviteljstva iz 1789., 1799. i 1803., povjesničar Dušan Vuksan je objavio 1951. njegov sastav:
- Mihailo Bošković, iz Bjelopavlića, Bogdan Vukotić s Čeva, vojvoda Mićo Dragov Vukotić s Čeva, Živalj Marković, Filip Buturović, vojvoda Mina Radović iz Donje Morače, vojvoda Vuksan Milić iz Bjelica, knez Medo Pejović, knez Ivo Petrov iz Ćeklića, pop Nikola Matanović, knez Vuko Bogdanović iz Njeguša, Đuro Proroković iz Zalaza, Pero Markov iz Dugoga Dola, pop Nikola Martinović s Cetinja, protopop Marko Martinović, Marko Savović iz Bjelica, vojvoda Nikola Martinović, Prele Gavrilov iz Cetinja, pop Jovan Humac iz Donjega Polja, serdar Nikola Đurašković, protopop Ivan Pejović, vojvoda Savić Đurašković, knez Prele Ražnatović, knez Stefan Kaluđerović, pop Jovo Drecun, Pero Prlja, Nikola Jankov Đuranović, Miloš Pejanović,  vojvoda Stanko Uskoković, pop Vukota Čelebić, Đukan Peranov iz Građana, Krceta Vasiljev iz Zagarača, vojvoda Petar Vujović, pop Ivan Popović iz Građana, pop Petar Kažija, Ilija Kažija, Pero Vučetin, Nikola Perović iz Cuca, Golub Vujadinović, Điko Milov Martinović, Vukale Gavrilov, knez Mrđen Jovanović iz Komana Ivan Petrović, Vuko Guvernadurović Radonjić, Belo Kasomović, Andrija Stankov iz Ćeklića, Spiridon Marković, Veliša Milošević.

## Vanjske poveznice
- Dr. Čedomir Bogićević HEROIDA CRNOGORSKA